# Mika Lipponen
Mika Lipponen (ur. 9 maja 1964 w Kaarinie) – fiński piłkarz występujący na pozycji napastnika.